# Plumed Serpent
Plumed Serpent es el décimo cuarto episodio de la primera temporada de la serie de televisión estadounidense de drama-sobrenatural Grimm. El guion principal del episodio fue escrito por Catherine Butterfield en colaboración con Alan DiFiore, y la dirección general estuvo a cargo de David Solomon. 
El episodio se transmitió originalmente el 9 de marzo del año 2012 por la cadena de televisión NBC. Mientras que en América Latina el episodio se estrenó el 9 de abril del mismo año por el canal Unniversal Channel. En este episodio la vida de Juliette y su relación con Nick quedan en peligro por la intervención de una peligrosa Wesen que ha desarrollado un interés por el Grimm. 

## Argumento
Nick Burkhardt y Hank Griffin llegan a una nueva escena del crimen acompañados por Wu, en la que dos sujetos fueron cremados en su totalidad de manera casi instantánea. Hank descubre el líquido utilizado en el crimen, el cual resulta ser según los informes del laboratorio forense: lípidos humanos combinados con metano. Con la aparición de un testigo de la escena del crimen y Wu siendo atacado por el mismo hombre que cometió los asesinatos en medio de una investigación. La evidencia deja como principal sospechoso a Fred Eberhart, un exveterano indigente que trabajaba como soldador. El único pariente conocido del hombre es su hija Ariel Eberhart, quien al parecer trabaja como bailarina en un club. 
Dado que el paradero del club queda cerca a la casa de Nick, el detective se ofrece a visitar a Ariel para continuar la investigación de los asesinatos cometidos por Fred Eberhart. Sin embargo Nick se sorprende mucho al descubrir que el club donde Ariel trabaja es uno exclusivo de Wesen. En el interior del club, Nick se topa de sorpresa con Monroe, quien confiesa frecuentar demasiado el lugar, además de advertirle a Nick que la bailarina que busca es una Dämonfeuer, un wesen parecido a un dragón. En el momento que Nick visita a Ariel en su camerino, la bailarina lo descubre como un Grimm. Ella niega tener relación alguna con su padre y le coquetea constantemente.
Nick no le cree y la sigue secretamente hasta su hogar con la esperanza de atraparla con su padre. Pero Ariel lo descubre en el patio de su casa y lo besa a la fuerza. En ese momento, Nick recibe una llamada de Juliette, la cual es contestada por Ariel, lo que deja a la veterinaria muy celosa. No obstante Nick consigue reconciliarse con su novia al explicarle que solo cumple con su trabajo. Al día siguiente Nick acompañado de Hank salen a buscar a Ariel para interrogarla sobre el paradero de su padre. Pero en su lugar terminan encontrando su casa la cual está decorada y cubierta con mucho cobre. Sin encontrar rastro de Ariel, Nick y Hank deciden posponer el caso para otro día.
Emocionado por la noticia, Nick corre a su casa para compensar a Juliette por sus malentendidos con Ariel, solo para terminar descubriendo que su novia ha sido raptada por la Dämonfeuer. Tras conseguir escapar de Nick, Ariel lo llama por teléfono, explicándole que tiene que enfrentarse a su padre y venir solo hasta su guarida o de lo contrario Juliette morirá. A pesar de la amenaza de Ariel, Nick recurre a la ayuda de Monroe, para que lo ayude a localizar a los Dämonfeuer en su guarida, la cual resulta estar situada en la entrada a una mina. Monroe le explica a su amigo que los Dämonfeuer, están repitiendo la típica rutina de la doncella secuestrada por el dragón y comenta su preocupación de conocer a Juliette por primera vez.     
Al llegar a la guarida de los Eberhart; Nick se enfrenta a Fred mientras Monroe libera a Julitte de la guardia de Ariel. Al enterarse de que su novia se encuentra a salvo, Nick termina la pelea asesinando a Fred. Antes de morir el Dämonfeuer es consolado por su hija quien exclama "Peleaste con valor, papá." Acto seguido Ariel acaba con su propia vida al incinerar la guarida.          
Monroe se presenta oficialmente con Julitte, alegando ser "un investigador privado". En su camino de regreso a casa, Juliette le dice a Nick, que no está segura de poder continuar tolerando los peligros que implican compartir la vida con un policía. Lo que provoca que Nick recuerde, que mientras sea un Grimm, la vida de sus seres queridos siempre estará en peligro. Mientras Juliette se alegra de que Ariel este muerta. En la incinerada guarida de los Eberhart, Ariel sale intacta y sin un solo rasguño.

## Elenco
- David Giuntoli como Nick Burkhardt.
- Russell Hornsby como Hank Griffin.
- Bitsie Tulloch como Juliette Silverton.
- Silas Weir Mitchell como Eddie Monroe.
- Sasha Roiz como el capitán Renard.
- Reggie Lee como el sargento Wu.

## Producción
Nuevamente se usaron algunas escenas del episodio Pilot como flashbacks.

### Continuidad
- Juliette y Monroe se conocen por primera vez.
- Este es el primer episodio en el que Nick considera romper con Juliette y viciversa.

## Recepción
En el día de su transmisión original en los Estados Unidos por la NBC, el episodio fue visto por un total de 5 1500 000 de telespectadores.